# 余旭
余旭（1986年3月3日—2016年11月12日），四川崇州人，中国人民解放军空军八一飞行表演队中队长與二级飞行员，军衔為上尉，人称“金孔雀”。2005年考入中国人民解放军空军航空大学，成为第八批女飞行学员。她也是中国首批歼击机女飞行员、中国第一位歼-10战斗机女飞行员，是中国仅有的4名具备表演机飞行资格的女飞行员之一。
2016年11月12日，余旭在驾驶八一飞行表演队的一架飞机的过程中，于河北省玉田县陈家铺乡大杨铺村西南发生坠机事故，不幸牺牲。余旭已于11月14日被评为烈士。

## 生平
余旭于1986年3月在四川省崇庆县（今崇州市）出生，在进入中国人民解放军空军航空大学学习前，她就读于崇庆中学2005届10班。余旭从小喜爱文艺，喜欢舞蹈，当时报考意向是艺术。高三期间，由于身体素质各方面都很不错，于是她遇到了空军招女飞行员的机会。而她的代号“金孔雀”，则起源于她喜欢跳孔雀舞。她也曾在学校内部多个演出中表演过孔雀舞，受到校内的好评。
2005年，余旭参加了招录飛行員的考試。她從20萬人中脫穎而出，进入中国人民解放军空军航空大学学习，成為35名進入该校學習的幸運兒之一。在一次次淘汰和遴選後，2009年4月，余旭和15名同学畢業，成为北京军区空军某部飞行员，正式編入作戰部隊，是中国首批戰鬥機女飛行員，当时也被當成「空軍寶貝」作宣傳。2009年10月1日，参加中华人民共和国国庆60周年阅兵，担任教练-8梯队三中队右二僚机。
2010年央視春晚舞台上，余旭与15名首批歼击机女飞行员表演小品《我心飛翔》。2月28日，余旭与张晓佳、周帅一起做客人民网、《北京晨报》联合访谈演播室，接受独家专访并现场回答网友提问，这也是中国空军歼击机女飞行员第一次与网民、军迷在线直接交流。
2012年7月29日，余旭驾驶中国自主研发的三代战机歼-10首次单飞，成为中国第一位驾驶歼10的女飞行员。
2014年她與陶佳莉、何曉莉、盛懿绯一起，加入八一飞行表演队，并首次驾驶歼-10表演机亮相第十届珠海航展，当年曾入选《解放軍生活月刊》與企業合辦的第二屆「十大魅力女兵」。
2015年她曾参加馬來西亞蘭卡威航展及九三阅兵，担任左-3位置3号机备份。她的最后一次公开表演为2016年的珠海航展。

## 逝世
2016年11月12日，媒体报道称驻扎在天津武清杨村机场的八一飞行表演队的一架飞机在飞行过程中发生严重事故，坠落到河北省玉田县陈家铺大杨铺村西南。驾驶这架飞机的飞行员为一男一女，其中男飞行员跳伞成功，但身体受伤；而女飞行员跳伞失败，在事故中牺牲。后从八一飞行表演队隶属的空军歼击航空兵第24师师部证实消息属实，而从多个信息源得到的消息可以断定，这名牺牲的女飞行员就是余旭。事发后，功勋国际试飞员徐勇凌，以及军事作家、自由撰稿人科罗廖夫等均在微博发文对余旭的牺牲表示哀悼。中共党报《人民日报》主办的微信公号“人民日报评论”刊发人民日报政文部记者的文章称：“震惊、哀恸、惋惜，人们追念英雄，感怀于中国女飞行员群体在长空万里展现的使命担当，向所有为国奉献、壮烈捐躯的勇士深深致敬。”解放军空軍新聞發言人申進科也就余旭离世事件表示：“飛行是勇敢者的事業，確保飛行安全是世界各國空軍的共同追求和良好願望。空軍女飛行員余旭在飛行訓練中不幸犧牲，我們失去了一名好戰友。空軍官兵對余旭的不幸犧牲深表痛惜，深表哀悼。空軍要繼續堅持從難從嚴訓練，忠實履行使命責任，不負祖國和人民對空軍的期望。”
11月13日，《新京报》记者在事发地看到，事故的坠机地仍在戒严，两台挖掘机正在机坑附近作业，现场残骸搜寻工作也即将完成，而失事飞机引擎和机上黑匣子在事发当晚已找到，具体失事原因还在调查中。另有消息透露称，八一飛行表演隊已被下令停飛，空軍司令部也派員調查，確認该事故為一級事故。按照軍方規定，八一飛行隊不但要禁飛受查，所屬空24師也要配合，直到查明原因方能復飛。軍事專家黃東认为，事故原因或與前座機師桿力過大，翻滾失控有關。黃東還認為，不排除八一飛行隊甚至空24師的領導，這次事故可能要被問責。
11月14日下午，崇州市相关工作人员表示，余旭已被官方确认为烈士，但文件正待公布。此外，按照国家相关政策，余旭父母将获得相应的抚恤金。11月17日上午9时，余旭烈士悼念仪式在天津空军航空兵某师举行，余旭的亲友、部队官兵，以及社会各界人士千余人前赴送别。11月20日，余旭烈士骨灰安放仪式在崇州市烈士陵园举行。

## 人物评价
据余旭的母校崇庆中学校长任永唐评价称，余旭的个人特点为开朗、大方、活泼、独立。而余旭老乡，珠海城市职业技术学院院长刘华强也评价“很乖，很懂礼貌”。余旭的外公也评价其懂事、吃苦、孝顺。